# Mazda 121
Mazda 121 — легковий автомобіль фірми Mazda. з 1988 по 2003 випущено три покоління. Модель була замінена автомобілем Mazda 2.

## Перше покоління

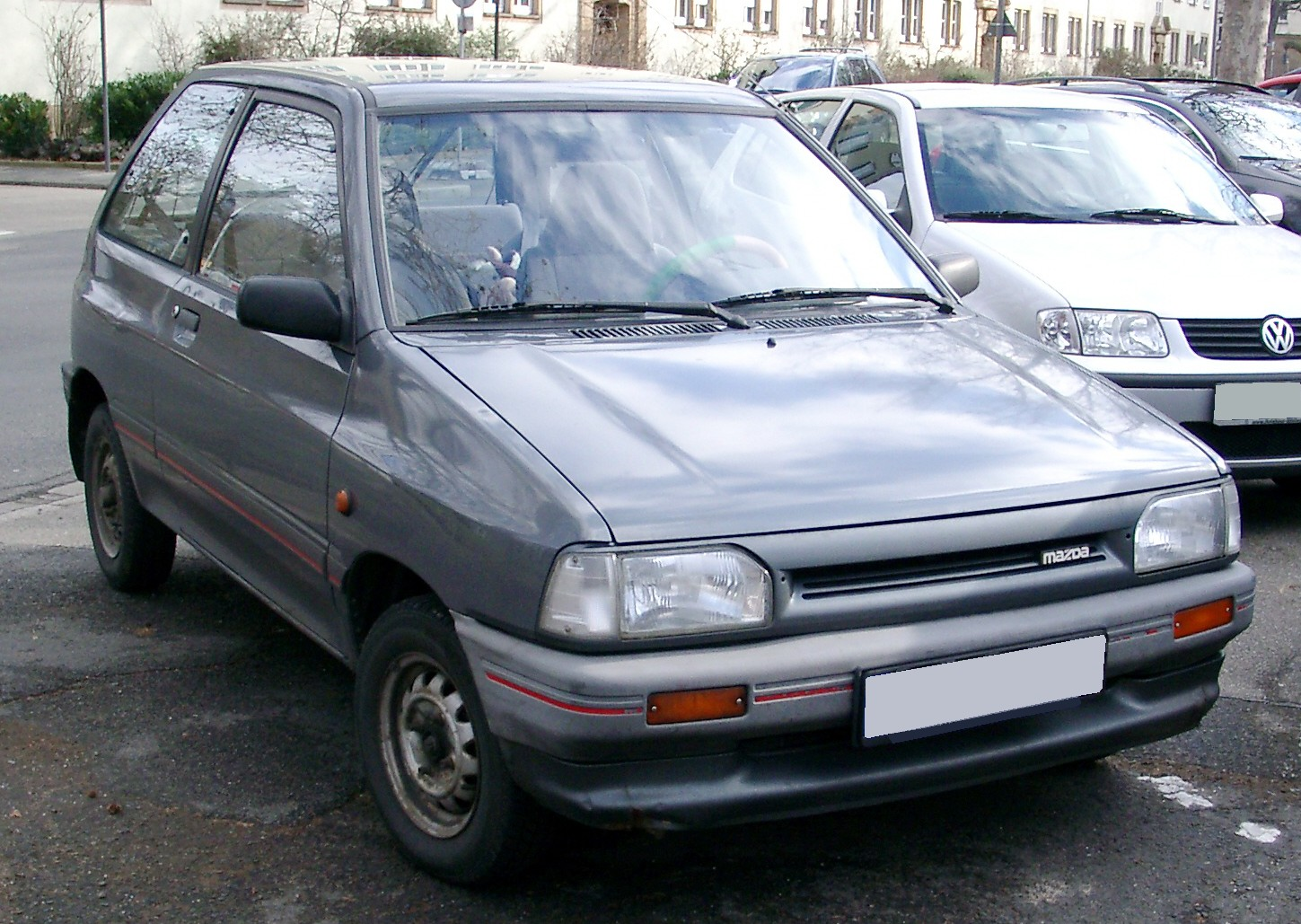
Mazda 121 1

Перше покоління Mazda 121 було результатом спільної роботи з фірмами Mazda (Mazda 121) і Ford (Ford Festiva). Існував варіант з тканинним складним дахом - Mazda 121 CT. Kia придбала технічну документацію в 1999 році і в 2000 році вийшла на ринок з моделлю Kia Pride, що відрізняється більш тонким металом кузова і незначними змінами ходової частини. 

### Двигуни
- 1.2 - 1139 см³, 40 кВт (1989-1990)
- 1.4 - 1324 см³, 40 кВт (1990-1991)
- 1.4 - 1324 см³, 44 кВт (1988-1990)

## Друге покоління

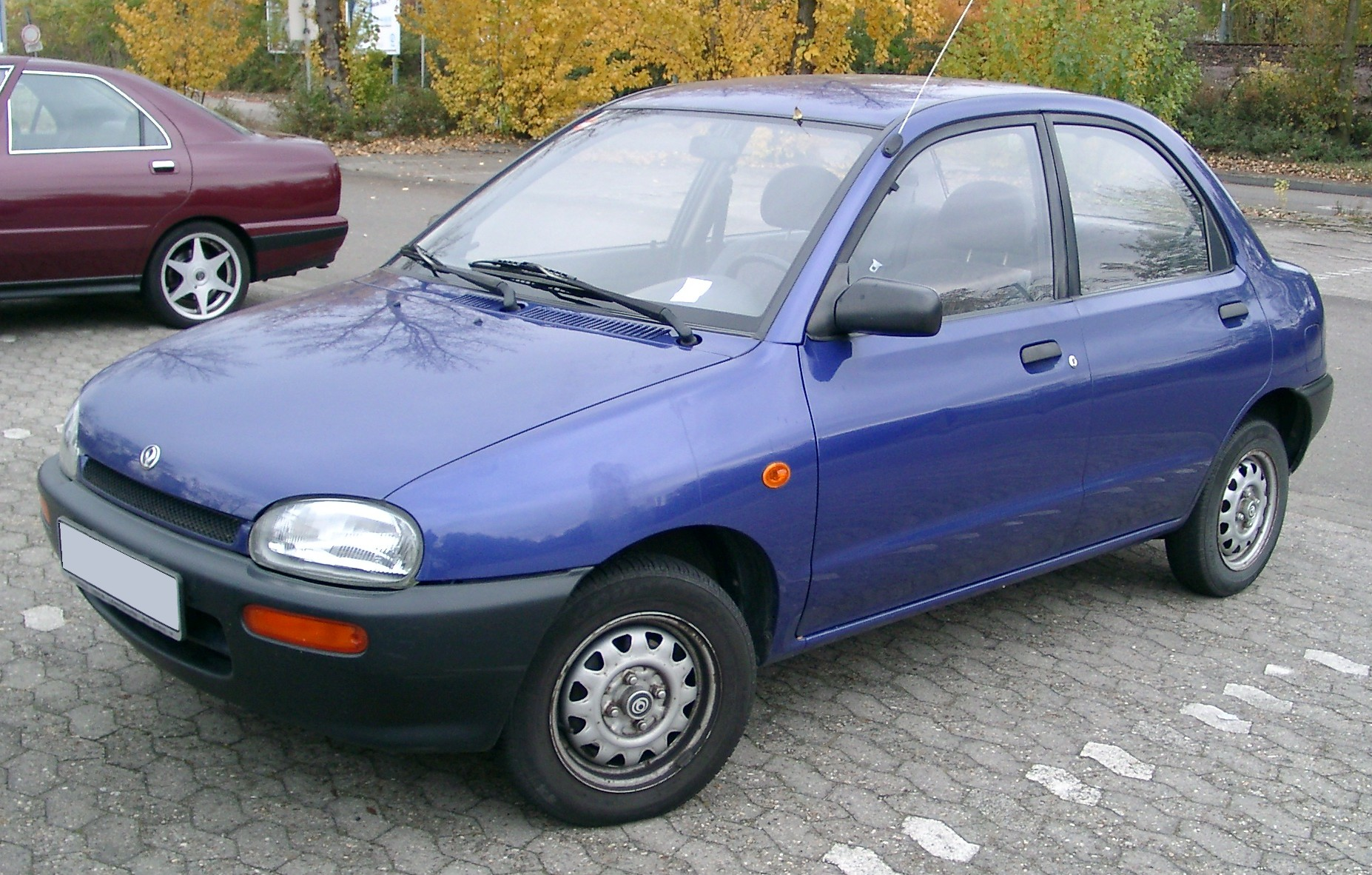
Mazda 121 2

Друге покоління Mazda 121 вироблялося з 1991 по 1996 роки і було власною розробкою фірми Mazda. У дизайні було вирішено відмовитися від усіх кутів. 

### Двигуни
- 1.3 16V - 1324 см³, 39 кВт, Євро-1
- 1.3 16V - 1324 см³, 54 кВт, Євро-1

## Третє покоління

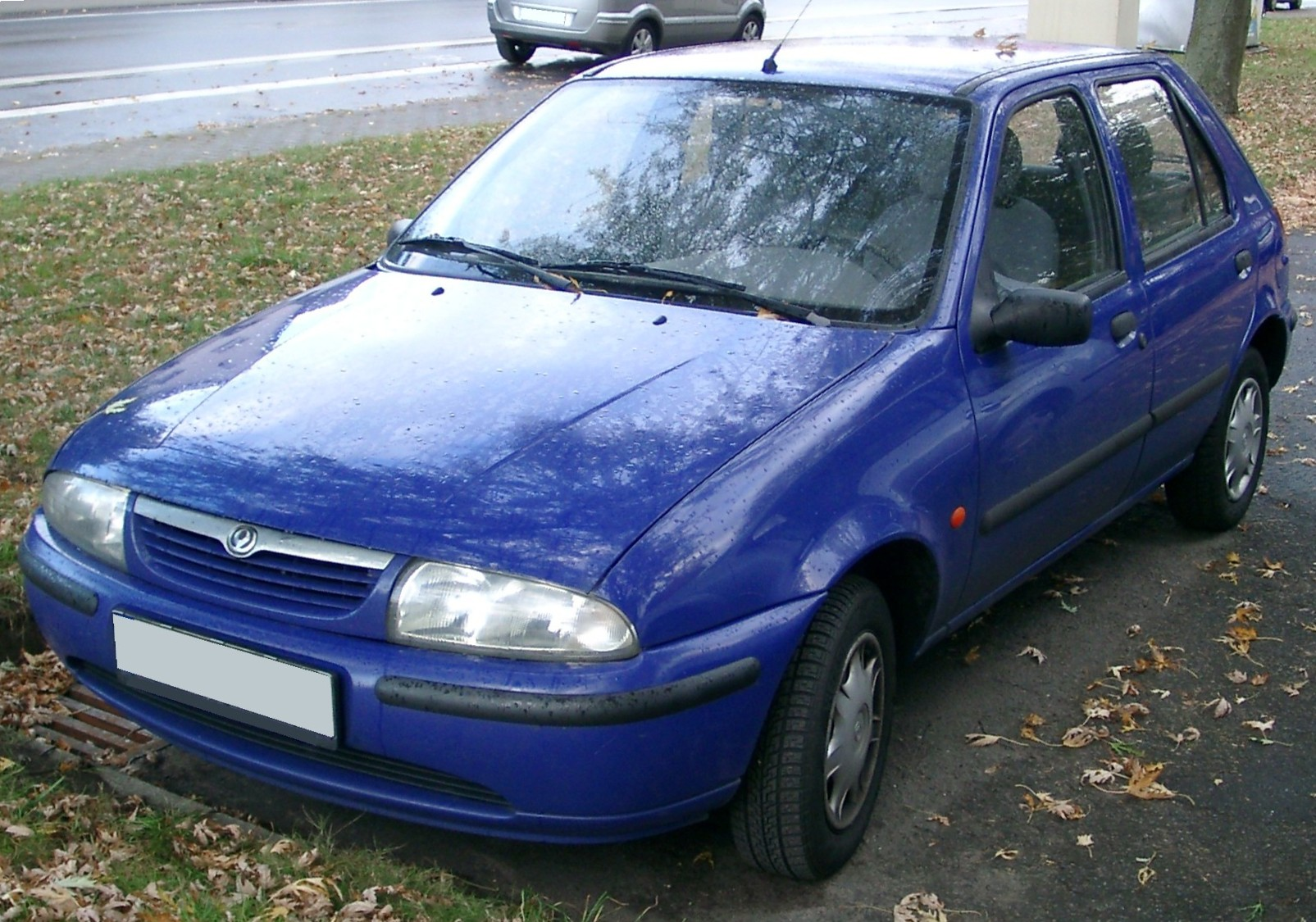
Mazda 121 3

В 1996 році змінилося покоління Mazda 121. Трьохдверний варіант позначався JBSM, п'ятидверний варіант - JASM. Третє покоління було розроблено спільно з Ford і ділить платформу і зовнішній дизайн з автомобілем Ford Fiesta '96.
У 2001 році Mazda 121 і Ford Fiesta '96 піддалися модернізації. Відмінності між моделями залишилися незначними. 

### Двигуни
- 1.3 - 1299 см³, 37 кВт
- 1.3 - 1299 см³, 44 кВт
- 1.2 16V - 1242 см³, 55 кВт
- 1.8 D - 1753 см³, 44 кВт
- 1.8 TD - 1753 см³, 55 кВт